# 寧国路駅
座標: 北緯31度16分13.7秒 東経121度31分39.3秒 / 北緯31.270472度 東経121.527583度
寧国路駅（ねいこくろえき）は、上海市楊浦区長陽路寧国路に位置する上海地下鉄12号線の駅。

## 駅構造
島式ホーム1面2線の地下駅。ホームドア設置。

## 歴史
- 2013年12月29日 - 12号線開業。

## 隣の駅
上海地下鉄
■12号線
江浦公園駅 - 寧国路駅 - 隆昌路駅